# Congea
Congea là một chi thực vật có hoa trong họ Hoa môi (Lamiaceae).

## Loài
Chi Congea gồm các loài: